# Bolitoglossa dofleini
Bolitoglossa dofleini är en groddjursart som först beskrevs av Werner 1903.  Bolitoglossa dofleini ingår i släktet Bolitoglossa och familjen lunglösa salamandrar. IUCN kategoriserar arten globalt som nära hotad. Inga underarter finns listade.